# Мікроклімат
Мікроклі́мат (від мікро- і клімат) — клімат приземного шару повітря, обумовлений мікромасштабними відмінностями земної поверхні усередині місцевого клімату. Наприклад, в місцевому кліматі лісового масиву розрізняють мікроклімат лісових полян, узлісь тощо; в місцевому кліматі міста — мікроклімат площ, провулків, скверів, дворів і ін. Фітоклімат — атмосферні умови в середовищі поширення рослин: в травостої, в кронах дерев тощо.
З віддаленням від земної поверхні відмінності мікроклімату швидко нівелюються. Вони сильно залежать і від погоди, посилюючись в ясну тиху погоду і згладжуючись в похмуру погоду, у відсутності інсоляції і при вітрі.
Вивчення мікроклімату вимагає організації густої мережі спорадичних метеорологічних спостережень і зіставлення цих спостережень з свідченнями постійно діючої, опорної метеорологічної станції, що характеризує відповідний місцевий клімат. Широко практикуються мікрокліматичні зйомки з автомашин. Особливості мікроклімату необхідно враховувати при розміщенні сільськогосподарських культур і просуванні їх в нові райони, проведенні різного роду меліорацій земель, в промисловому і цивільному будівництві тощо

## Мікроклімат житлових та виробничих приміщень
| Рекомендовані нормативні інтервали параметрів комфортності температурної обстановки залежно від категорії роботи та пори року | Рекомендовані нормативні інтервали параметрів комфортності температурної обстановки залежно від категорії роботи та пори року | Рекомендовані нормативні інтервали параметрів комфортності температурної обстановки залежно від категорії роботи та пори року | Рекомендовані нормативні інтервали параметрів комфортності температурної обстановки залежно від категорії роботи та пори року | Рекомендовані нормативні інтервали параметрів комфортності температурної обстановки залежно від категорії роботи та пори року | Рекомендовані нормативні інтервали параметрів комфортності температурної обстановки залежно від категорії роботи та пори року | Рекомендовані нормативні інтервали параметрів комфортності температурної обстановки залежно від категорії роботи та пори року | Рекомендовані нормативні інтервали параметрів комфортності температурної обстановки залежно від категорії роботи та пори року | Рекомендовані нормативні інтервали параметрів комфортності температурної обстановки залежно від категорії роботи та пори року | Рекомендовані нормативні інтервали параметрів комфортності температурної обстановки залежно від категорії роботи та пори року |  |
| Тепла пора року | Тепла пора року | Тепла пора року | Тепла пора року | Тепла пора року | Тепла пора року | Тепла пора року | Тепла пора року | Тепла пора року | Тепла пора року |  |
| Категорія робіт | | | | | | | | | |  |
| Категорія робіт | Температура повітря, °C | Температура повітря, °C | Температура повітря, °C | Температура повітря, °C | Відносна вологість повітря, %                                                                                                 | Відносна вологість повітря, %                                                                                                 | Відносна вологість повітря, %                                                                                                 | Швидкість руху повітря, м/с                                                                                                   | Швидкість руху повітря, м/с                                                                                                   |  |
| Категорія робіт | Оптимальна | Оптимальна | Дозволена | Дозволена | Оптимальна | Оптимальна | Дозволена верхня межа | Оптимальна, не вище | Дозволена, не вище |  |
| --- | --- | --- | --- | --- | --- | --- | --- | --- | --- |  |
| Категорія робіт | Нижня межа | Верхня межа | Нижня межа | Верхня межа | Нижня межа | Верхня межа | Дозволена верхня межа | Оптимальна, не вище | Дозволена, не вище |  |
| 1а (легка) | 23 | 25 | 21 | 26 | 40 | 60 | 65 | 0,1 | 0,2 |  |
| lb (легка) | 22 | 24 | 20 | 25 | 40 | 60 | 70 | 0,2 | 0,3 |  |
| IIa (середньої тяжкості) | 21 | 23 | 18 | 24 | 40 | 60 | 70 | 0,3 | 0,4 |  |
| IIb (середньої тяжкості) | 20 | 22 | 16 | 23 | 40 | 60 | 75 | 0,3 | 0,5 |  |
| III (тяжка) | 18 | 20 | 15 | 22 | 40 | 60 | 80 | 0,4 | 0,6 |  |